# Crocifisso Gallino
Il Crocifisso Gallino (dal cognome dell'antiquario torinese che lo ha venduto allo Stato Italiano nel 2008) è una piccola scultura lignea (41,3x39,7 cm) raffigurante la crocifissione di Gesù, rimasta priva della croce, databile al 1495-1497 circa, che alcuni attribuiscono a Michelangelo Buonarroti. Noto anche come Crocifisso di legno di tiglio, in realtà è molto probabilmente realizzato in essenza di pioppo.
Opera destinata alla devozione privata, il crocifisso era divenuto di proprietà dell'antiquario torinese Giancarlo Gallino, prima che si facesse strada l'attribuzione a Michelangelo, una posizione, peraltro, che incontra l'opinione contraria della maggior parte degli studiosi. La critica si è divisa infatti su estremi opposti, tra chi la considera opera attribuibile allo scultore toscano e chi, con una valutazione contrapposta, la reputa alla stregua di un'opera seriale o semi-seriale di una tradizione artistica, quella dei legnaioli, molto viva a Firenze in epoca rinascimentale. Ha suscitato pertanto notevoli perplessità, e una inchieste della magistratura penale e contabile, la decisione dello Stato italiano di impegnare una somma considerevole per il suo acquisto. La vicenda ha indotto la Procura della Corte dei Conti, nel mese di febbraio 2012, a citare in giudizio l'allora direttore generale del ministero dei Beni Culturali, Roberto Cecchi, la soprintendente del Polo Museale Fiorentino, Cristina Acidini, e quattro funzionari del ministero.
La Corte dei conti ha emesso la propria sentenza sul caso (la n. 643 del 2013 della Sezione Lazio) nel settembre del 2013 e ha ritenuto esenti da responsabilità erariale gli incolpati in quanto, ad avviso del collegio giudicante, non è stato esattamente quantificato il danno subito dall'erario. La stessa sentenza però ha in più punti mosso critiche alla condotta che i soggetti evocati in giudizio hanno tenuto nella fase che ha preceduto la formalizzazione dell'acquisto del manufatto da parte dello Stato, giudicando inadeguato e insufficiente il procedimento di valutazione dell'effettiva attribuibilità dell'opera al Buonarroti.
Il crocifisso è stato affidato al Polo Museale Fiorentino. Dall'ottobre 2011, l'opera è stata destinata al Museo del Bargello dove, dal 4 aprile 2012, ha trovato la sua definitiva sede espositiva in una teca nella Cappella del Podestà, accompagnato da una didascalia che lo attribuisce ad "Anonimo intagliatore fiorentino".

## Storia

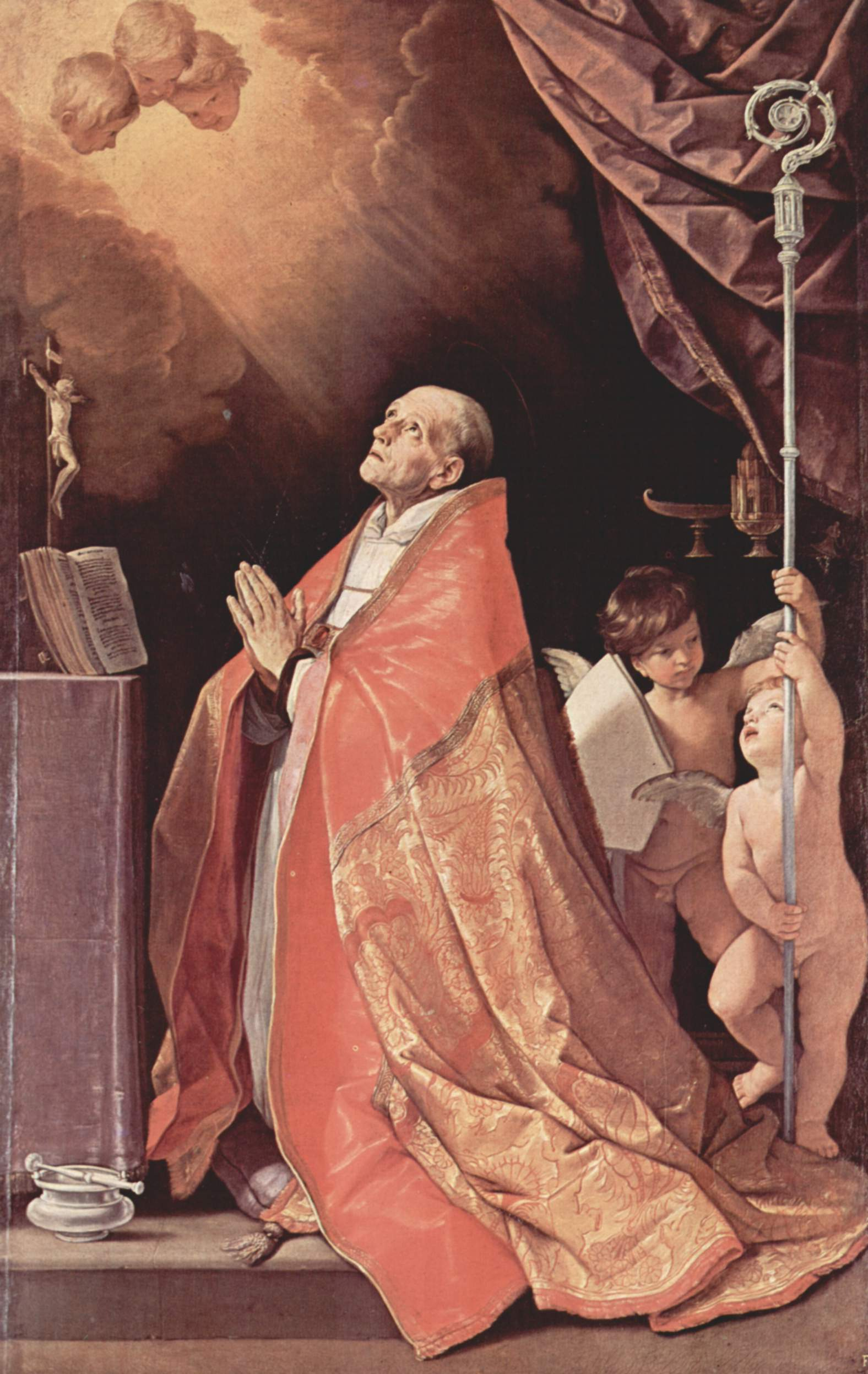
Sant'Andrea Corsini di Guido Reni (c. 1630-35): il crocifisso devozionale è stato oggetto di una forzata associazione al Crocifisso Gallino

L'opera sembrerebbe venuta alla luce solo negli anni novanta del XX secolo, quando l'antiquario Giancarlo Gallino sottopose il crocifisso all'attenzione dei maggiori esperti di Michelangelo.

### Presunta provenienza dalla famiglia Corsini
In un parere espresso al telegiornale del 21 dicembre 2008, nel corso di un'apparizione dell'opera tra le pareti di uno studio televisivo Rai, Roberto Cecchi, direttore generale del patrimonio storico-artistico, ha alluso a un'origine fiorentina, non meglio precisata anche se data per sicura: da questa allusione si è poi materializzato un passato suggestivo, che lo vorrebbe provenire dal patrimonio di un'antica famiglia, i Corsini, così illustre da aver espresso un papa del Settecento (Clemente XII) e da aver dato i natali a un santo nel Trecento (sant'Andrea Corsini). Proprio l'iconografia di quest'ultimo personaggio, ritratto in un dipinto di Guido Reni, ha dato lo spunto per un ulteriore arricchimento della vicenda: il crocifisso è stato infatti messo in relazione con un oggetto devozionale visibile nella tela realizzata da Guido Reni nella prima metà del Seicento. In realtà, sia l'apparizione dal nulla nel Novecento, sia la suggestiva storia dell'appartenenza a una illustre famiglia patrizia, sono state entrambe smontate da inchieste giornalistiche e dall'indagine dei Carabinieri, che hanno lasciato spazio a una storia di ben più ordinario spessore. Infatti, come si è scoperto, il crocifisso era un oggetto che circolava già da tempo sul mercato dell'arte: Giancarlo Gallino l'aveva ottenuto sulla piazza fiorentina, da un collega antiquario di via Maggio, mentre in precedenza la scultura era stata in vendita sul mercato di New York, dove lo stesso antiquario di via Maggio l'aveva acquisito per una somma modesta, «equivalente a circa 10.000 euro».
L'accostamento del crocifisso Gallino all'immagine di dettaglio nel dipinto di Guido Reni è frutto, quindi, di un'associazione del tutto arbitraria e forzata, a cui ostano anche motivazioni stilistiche: il Cristo in croce di Reni è considerato infatti «una tipica invenzione del pittore bolognese, di quelle che apriranno la strada ai Cristi di Alessandro Algardi e Gian Lorenzo Bernini».

### Prima esposizione museale
Esposta al pubblico per la prima volta al Museo Horne di Firenze nel 2004, ricevette pareri positivi all'attribuzione da Giancarlo Gentilini, Antonio Paolucci, Cristina Acidini, Umberto Baldini, Luciano Bellosi, Massimo Ferretti (quest'ultimo ha inteso successivamente chiarire la sua posizione, definendo non sicuro l'accostamento al nome di Michelangelo). A tale attribuzione, avvenuta su articoli di giornale, aderì in maniera convinta lo studioso Arturo Carlo Quintavalle e, in maniera più cauta e sfumata, Vittorio Sgarbi. Dopo la conclusione della mostra, l'opera fu notificata e sottoposta a vincolo culturale del ministero dei Beni Culturali.

### Precedenti tentativi di vendita
Nel 2006, l'opera fu offerta in acquisto alla Cassa di Risparmio di Firenze con una richiesta iniziale di 15 milioni di euro: in poche settimane, di fronte alla cautela espressa dagli esperti consultati dall'istituto bancario (in particolare Mina Gregori), il proprietario ridusse le sue pretese a 3 milioni di euro, una mossa che non servì comunque a convincere la banca all'acquisto.

### Vendita allo Stato italiano
Il 5 luglio 2007, Giuliano Gallino proponeva la vendita al ministero, allora guidato da Francesco Rutelli, per un controvalore di 18 milioni di euro.
Dopo i pareri espressi dal Comitato per i beni storico-artistici, organo tecnico-scientifico del ministero, e l'espletamento di una trattativa, la vicenda si concludeva nel 2008, quando a capo del dicastero era subentrato Sandro Bondi. Il 13 novembre 2008, infatti, fu formalizzata la proposta di acquisto, per 3.250.000 euro, a opera di Roberto Cecchi, al vertice della direzione generale del patrimonio storico-artistico: la proposta, accettata dal venditore il giorno successivo, determinò l'acquisizione dell'opera d'arte allo Stato italiano. Esposto nell'ambasciata d'Italia presso la Santa Sede, e in seguito alla Camera dei deputati e in altre sedi (come il Castello Sforzesco di Milano), il crocifisso è rimasto a disposizione della Soprintendenza fiorentina per alcuni necessari interventi di restauri e per un'altra sessione di studi per i quali si è utilizzato anche il tomografo computerizzato, in attesa di una collocazione finale, fino al 25 ottobre 2011, quando è stato destinato al Bargello, ed esposto nella teca collocata nella Cappella Del Podestà.

## Attribuzione dell'opera

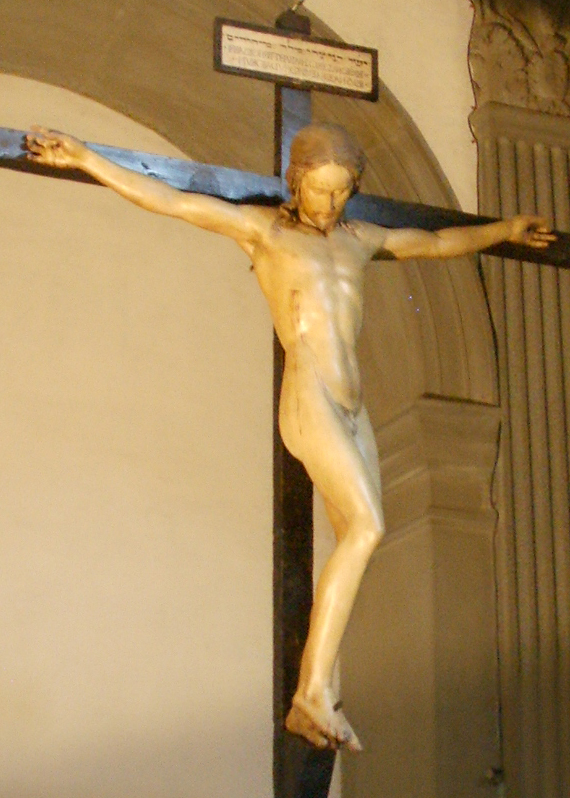
Il Crocifisso di Santo Spirito, opera giovanile di Michelangelo, per alcuni aspetti, secondo coloro che ritengono il Crocifisso Gallino attribuibile a Michelangelo, accostabile a quest'ultimo

L'attribuzione dell'opera ha ricevuto pareri positivi e negativi di molti studiosi. In particolare, è stato proposto un confronto diretto col Crocifisso di Santo Spirito, opera attribuita alla gioventù di Michelangelo, in cui prevale uno stile dolce, soave e religiosamente composto, così diverso dal titanismo delle opere della maturità, ma dove si nota già un'estrema attenzione ai dati dell'anatomia e del reale che Michelangelo aveva potuto studiare sui cadaveri proprio nel convento agostiniano di Santo Spirito. Anche il crocifisso Gallino ha un'estrema cura nei dettagli, ben visibile nei tendini dei piedi o nell'articolazione del ginocchio, che non ha paragoni nelle opere di altri maestri dell'epoca. Anche l'espressione, silenziosamente dolente ma non straziata, ricorda l'opera di Santo Spirito e risponde perfettamente ai canoni estetici propugnati dal Savonarola, con un'attenzione all'armonia tipicamente rinascimentale (le proporzioni del corpo sono perfettamente iscrivibili in un cerchio, come l'uomo vitruviano di Leonardo). La datazione viene quindi collocata, per analogia, tra il 1495 e il 1497 circa.

### Opinioni favorevoli

#### Giancarlo Gentilini
Il professor Giancarlo Gentilini, ordinario di Storia dell'arte moderna a Perugia, già prima del 2004, insieme a Umberto Baldini e Luciano Bellosi, aveva avanzato l'ipotesi di attribuzione a Michelangelo puntando sulle fonti e sulle analogie. Gentilini mette in forte dubbio che il Crocifisso in legno policromo possa essere l'esempio di una produzione "seriale" soprattutto perché "la forte inclinazione della testa [...] fu inventata durante la lavorazione, mentre negli altri [crocifissi] risulta la riproposizione di un modello già codificato”. Inoltre, "che la postura del Crocifisso torinese, con la testa abbattuta sulla spalla destra, il corpo composto, disteso e allungato, la cassa toracica prominente, il ventre contratto e assottigliato, sia del tutto coerente con una concezione formale cara a Michelangelo, lo dimostra in modo inequivocabile la sua identità con il Crocifisso "sbozzato" del museo di Casa Buonarroti a Firenze, anch'esso in legno di tiglio e di dimensioni ancor più minute (cm 27), ritenuto oggi concordemente un'opera autografa dell'attività estrema del Buonarroti, e messo in relazione con alcune lettere del 1562-63 che attestano come il “divino” maestro, ormai alla vigilia della morte fosse impegnato ad intagliare “uno Crocifisso di legno” destinato al nipote Leonardo. Due testimonianze, inconfutabili e davvero toccanti, di una pratica, quella dell'intaglio ligneo di Crocifissi, anche di misure ridotte per la devozione domestica che, seppure tralasciata per ovvie ragioni dalle fonti, non si era certo esaurita con la realizzazione del celebre Crocifisso di Santo Spirito". Infine Gentilini aggiunge che "la concretezza di un simile scenario trova infine una suggestiva conferma nella biografia del Vasari il quale ricordava che un certo Menighella, mediocre artigiano del Valdarno, ma “persona piacevolissima” assai gradita a Michelangelo, come attestano alcune lettere del 1518, “fece fare” al Buonarroti “un modello d'un Crocifisso, che era bellissimo”, replicato con successo per il mercato locale persino in cartapesta".

#### Marco Fioravanti
Il professor Marco Fioravanti, docente di Tecnologia del legno alla Facoltà di Agraria di Firenze, già dalle prime osservazioni effettuate nel 2004 aveva rilevato che “la figura del Cristo non è stata ricavata scolpendo un unico blocco di legno” ma è il risultato dell'”assemblaggio di almeno due parti distinte con dimensioni molto diverse”; inoltre “nella metà inferiore della testa è presente un inserto cuneiforme in legno” che ha “conferito una diversa e più accurata inclinazione del Cristo morente”; infine “nessuno dei confronti fino a oggi eseguiti su sculture comparabili con quella michelangiolesca per epoca e dimensione ha evidenziato caratteristiche strutturali simili”. Nella seconda fase di studi condotti nel laboratorio di imaging a Careggi (Firenze) nel dicembre 2011, tramite l'utilizzo di speciali software, è stato possibile rimuovere virtualmente la policromia superficiale e gli strati della preparazione, ottenendo così la visione dello scolpito in legno che ha rivelato l'alta qualità e confermato la “raffinata e veritiera riproduzione della muscolatura del corpo che l'artista ha inteso riprodurre” leggibile “non solo sulla superficie decorata ma già sul modellato in legno”. Come dire che non può trattarsi davvero di un'opera seriale.

#### Massimo Gulisano
Il professor Massimo Gulisano, ordinario di Anatomia Umana alla Facoltà di Medicina e Chirurgia dell'Università di Firenze, insieme al dottor Pietro Antonio Bernabei, in passato aveva effettuato l'esame anatomico su due opere “certificate” di Michelangelo: il Crocifisso ligneo di Santo Spirito a Firenze e il David della Galleria dell'Accademia. Dal confronto tra le varie analisi, Gulisano ha tratto una serie di analogie riguardanti che il Crocifisso esposto al Bargello grazie alle quali ha potuto affermare che Michelangelo “conosceva alla perfezione l'anatomia umana per diretta e prolungata esperienza settoria e che aveva una grandissima capacità di rappresentarla con precisione, partendo dall'identificazione dei punti di repere e lavorando poi ‘per levare’”. Non solo: “si serviva della conoscenza anatomo-funzionale dell'apparato locomotore per rappresentare l'inerzia o il movimento del corpo, il suo cedere alla forza di gravità o il suo contrastarla. Anche artisti che hanno un'ottima conoscenza pratica dell'anatomia non lavorano con questa sequenza operativa e concettuale”.

### Altri
Altri studiosi si sono espressi in favore dell'attribuzione dell'opera a Michelangelo: «Se non è Michelangelo è Dio» (Federico Zeri, affermazione riportata ne Il Giornale dell'Arte, maggio 2004); «Avevo visto le foto ed ero curioso, ma quando l'ho avuto in mano, sono stato folgorato come San Paolo sulla via di Damasco, per la sua bellezza suprema» (la frase è di Umberto Baldini ricavata dall'articolo Il «calvario» del Cristo di Michelangelo, "il Giornale", 3 dicembre 2004, citato anche in uno scritto di Antonio Paolucci del 2008); «Un'articolazione così viva della 'gabbia toracica', del fianco e del ventre, un flusso così sapiente e continuo delle complesse articolazioni l'una nell'altra, una mobilità di così sfeccettata e struggente bellezza delle superfici mi sembra corrispondere a una concezione tanto alta del corpo umano da reggere il riferimento al grandissimo artista che di questo aspetto dell'uomo ha offerto tante indimenticabili interpretazioni» (Luciano Bellosi in Il Giornale dell'arte, maggio 2004); «Tale bellezza atletica e quasi androgina caratterizza pure il Crocifisso del Bargello: le gambe sono lunghe e affusolate e continuano in fianchi morbidi, quasi arrotondati, molto femminili, la vita è però stretta e il torace è ampio e vigoroso. I muscoli delle cosce e agli addominali sono tonici e risentiti. La schiena è studiatissima come in certi disegni eseguiti da Michelangelo prima del 1503» (Sergio Risaliti, Il corpo della fede, in Corriere Fiorentino, 15 aprile 2012).

### Opinioni contrarie

#### Margrit Lisner
L'attribuzione a Michelangelo è invece rigettata da Margrit Lisner, «principale esperta di crocifissi fiorentini del Rinascimento», alla quale si deve l'attribuzione del Crocifisso di Santo Spirito al giovane Michelangelo: Lisner ritiene che il piccolo crocifisso Gallino sia opera del Sansovino.

#### Stella Rudolph

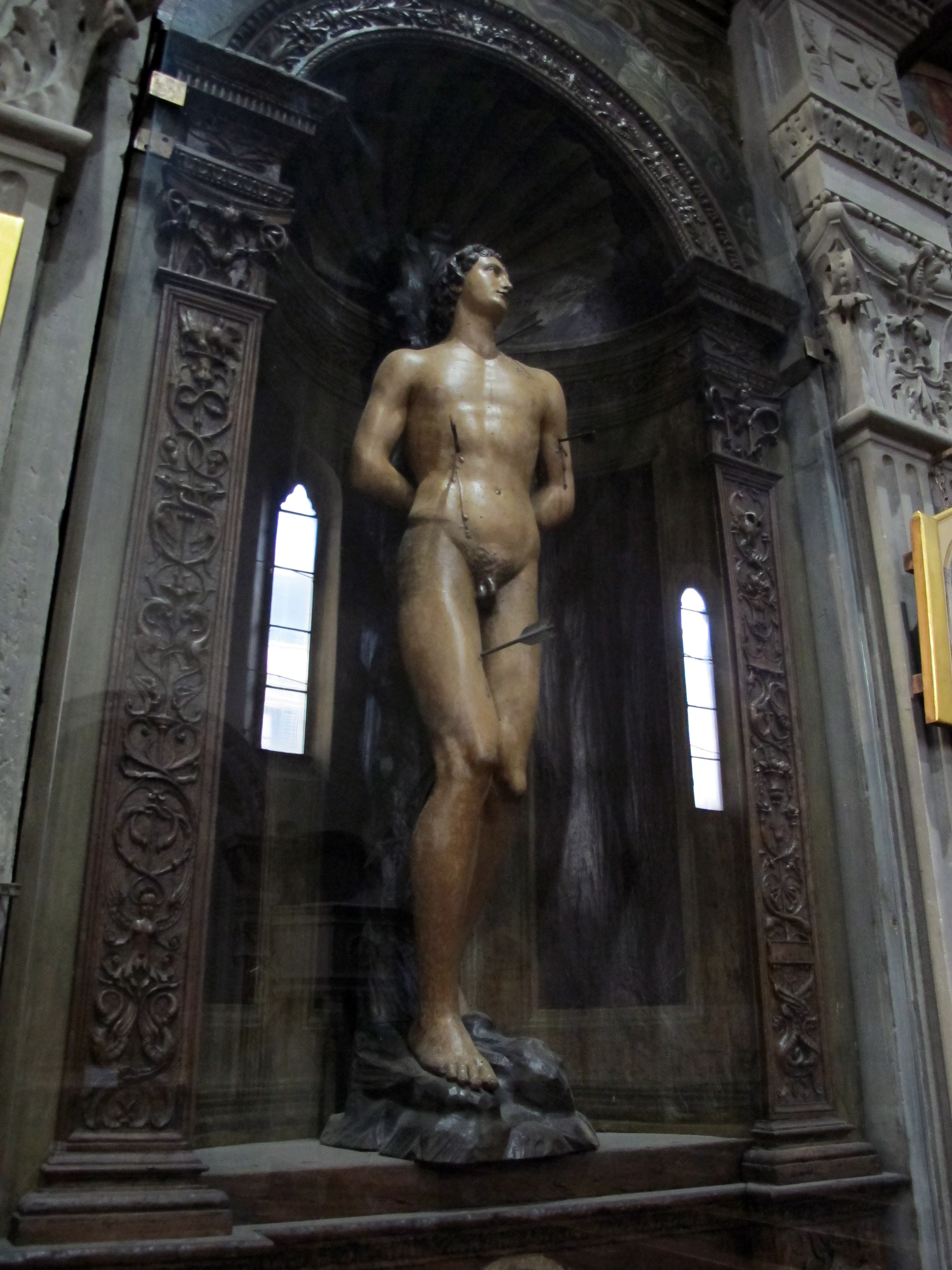
Il San Sebastiano di Leonardo del Tasso, nella chiesa di Sant'Ambrogio a Firenze

Stella Rudolph, studiosa di pittura del Seicento e in particolare di Maratta, ha invece proposto un'attribuzione al legnaiuolo fiorentino Leonardo del Tasso Il piccolo crocifisso Gallino viene accostato dalla studiosa al suo San Sebastiano intagliato dell'altarino ligneo che fa mostra di sé nel tabernacolo sulla parete sinistra della chiesa di Sant'Ambrogio a Firenze.
Viene inoltre sottolineata l'incongruenza del prezzo, ridicolmente basso per un'opera scultorea giovanile e autografa di Michelangelo, del quale perfino un «disegnuccio di un'Addolorata fu aggiudicato a € 10.200.000,00 in un'asta di Sotheby's nel lontano 2001». Quello stesso prezzo diventerebbe invece uno «sproposito» se riferito a un'opera seriale o di dubbia attribuzione.

#### Paola Barocchi
Analoga posizione negativa è stata assunta da Paola Barocchi, professore emerito alla Scuola Normale di Pisa, e specialista tra i più autorevoli di Michelangelo, che sul crocifisso si espressa in questi termini: «un manufatto seriale. Di Michelangelo non c'è niente, neppure la scuola. Siamo di fronte invece a un bravo intagliatore e ai suoi compagni di bottega di fine Quattrocento. Loro realizzarono una decina di opere che nel 2004, insieme al Cristo falsamente attribuito a Michelangelo, furono esposte in una mostra al museo Horne».

#### Francesco Caglioti
Sulla stessa linea si è espresso Francesco Caglioti, specialista di scultura rinascimentale, che ha sottolineato l'improponibilità dell'accostamento stilistico al grande crocifisso del Santo Spirito. L'opera, a suo giudizio, si inserisce invece in una tradizione di alto artigianato artistico, quello dei legnaioli fiorentini, i cui livelli qualitativi, ben noti agli studiosi, garantivano a Firenze un vero e proprio primato artistico. Il voler attribuire a ogni costo, al crocifisso Gallino, il crisma dell'opera michelangiolesca irripetibile, significherebbe mettere in ombra l'alta qualità di questa tradizione artistica fiorentina, che non aveva pari nel Rinascimento.

#### Mina Gregori
L'accademica dei Lincei Mina Gregori si è espressa in maniera negativa sull'autenticità dell'attribuzione e si è augurata che lo Stato valutasse la possibilità di una restituzione al venditore. Era stata la stessa studiosa ad aver dissuaso la Cassa di Risparmio di Firenze dall'impegnarsi nell'acquisto, quando l'oggetto era stato offerto per una somma finale perfino leggermente inferiore.

#### Giovan Battista Fidanza
Giovan Battista Fidanza (associato di Storia dell'arte moderna nell'Università di Roma "Tor Vergata" e studioso del rapporto tra elementi materiali e formali nella scultura lignea d'età moderna) ha dedicato a Michelangelo scultore in legno un articolo pubblicato sul Wiener Jahrbuch für Kunstgeschichte (2010), nel quale cancella definitivamente ogni riferimento michelangiolesco alla piccola scultura lignea. In particolare, viene messa in evidenza nel saggio l'impossibilità da parte di Michelangelo di ricorrere a tipici espedienti da legnaiolo (come ad esempio il cuneo inserito nel collo utile all'effetto della testa reclinata), resi chiaramente manifesti dalle indagini diagnostiche eseguite sull'opera (in primis la TAC, che rende in aggiunta visibile lo spessore modellabile dello strato preparatorio, in alcuni casi visibile addirittura a occhio nudo).

#### Altri
Alessandro Nova, codirettore del Kunsthistorisches Institut in Florenz, ha manifestato stupore nel constatare come «il governo, con tutti i problemi che ci sono, investa in opere del genere» e si imbastisca un «simile battage su un'opera a così alto rischio». Di analogo tenore è il commento di Claudio Pizzorusso, dell'Università di Siena, che sottolinea il «prezzo assurdo, in un contesto di difficoltà generale, [...] per una semplice ipotesi, non per un vero Michelangelo» a cui fa da contraltare, sempre secondo Pizzorusso, l'indifferenza generale per «tante opere di gran valore, ma meno griffate». Una parziale rettifica è stata espressa anche da Massimo Ferretti, inizialmente annoverato tra i sostenitori, il quale ha chiarito di non aver «detto che era di Michelangelo. In realtà non ho saputo far quadrare il cerchio dell'attribuzione e alla fine ci ho messo un punto interrogativo».
In alcuni ambienti della critica d'arte, il fatto è stato anche oggetto di una certa ironia: «Gli italiani hanno scialacquato 4,2 milioni di dollari per un falso crocifisso di Michelangelo?», poiché si è fatto notare che dell'opera non esiste nessuna documentazione nelle biografie dell'epoca.